# Croce di Guerra (Grecia)
La Croce di Guerra (in greco Πολεμικός Σταυρός?) è una decorazione militare della Grecia, assegnata per atti di eroismo in tempo di guerra sia ai greci che agli alleati stranieri. Ci sono state tre versioni della Croce, quella del 1917, riguardante la prima guerra mondiale, quella del 1940, riguardante la seconda guerra mondiale e la guerra civile greca e quella del 1974 ed anni successivi, riguardante le missioni di pace.

## Versione del 1917

### Istituzione e storia
La prima versione fu istituita dal venizelista Governo Provvisorio di Difesa Nazionale il 28 febbraio 1917 e confermata dal Regio Decreto del 31 ottobre, poco dopo dell'ingresso della Grecia nella prima guerra mondiale. La sua creazione fu ispirata alla Croix de Guerre francese e venne concessa al personale militare di qualsiasi arma per atti di valore compiuti sul Fronte macedone (1916–1918), nell'intervento alleato nella rivoluzione russa (1919) e nella guerra greco-turca del 1919–1922 (raramente dopo il 1920 a causa della sua connotazione venizelista). In più, dal 1919, la Croce di Prima Classe venne riconosciuta anche alle bandiere di guerra di reggimenti distintisi particolarmente.

### Progetto e riconoscimenti
La medaglia fu disegnata dallo scultore francese André Rivaud, che ne fece una medaglia d'argento con una spada verticale su una ghirlanda a cerchio e una placca orizzontale che riporta l'antico motto delle madri spartane indirizzato ai figli che partivano per la guerra: Η ΤΑΝ Η ΕΠΙ ΤΑΣ ([ritorna] o con questo o su questo). Sul rovescio l'iscrizione ΕΛΛΑΣ (Grecia) e al di sotto la data 1916–1917.
Il nastrino era nero, con bordo blu, e largo 35–37 mm.
La croce poteva essere di Ia, IIa o IIIa classe, distinte dai rispettivi nastri sospensori: la IIIa con nastro semplice, la IIa con nastro riportante una stella bronzea a cinque punte e la Ia classe riportante una foglia di palma in bronzo. Successivamente furono aggiunte stelle a cinque punte sul nastro.
| Medaglie               | Medaglie              | Medaglie             |
| ---------------------- | --------------------- | -------------------- |
|                        |                       |                      |
| Nastri                 |                       |                      |
| Medaglia di III classe | Medaglia di II classe | Medaglia di I classe |

## Versione del 1940

### Istituzione e storia
Quando la Grecia si trovò in Guerra ancora nell'ottobre 1940, dopo l'invasione italiana, il governo dittatoriale greco, fedele alla monarchia, anziché rimettere in vigore il vecchio disegno, ne fece fare uno del tutto nuovo. La nuova medaglia fu istituita con Regio Decreto dell'11 novembre 1940 (legge 2646/1940) e continuò ad essere utilizzata per tutta la seconda guerra mondiale. Essa venne nuovamente utilizzata il 19 aprile 1947 per la guerra civile greca (1946–1949) e fino al 1953 per la partecipazione greca alla guerra di Corea. Essa fu assegnata a militari greci ed alleati (in gran parte inglesi e poi americani) e a bandiere reggimentali.

### Progetto e riconoscimenti
Il disegno della medaglia è sostanzialmente la modifica della Croix de guerre francese, una bronzea croix pattée con il monogramma reale (due gamma incrociate e una corona) di re Giorgio II, al centro due spade incrociate, ed in alto una corona reale. Il rovescio porta la data 1940. Il nastro sospensore è costituito da tre bande verticali colorate: rossa, blu e rossa.
La Croce veniva riconosciuta secondo tre classi, che si distinguevano dal colore: bronzo per la IIIa classe, argento per la IIa e oro per la Ia. Fino al 1942, la prima assegnazione poteva essere di qualsiasi classe, ma con legge 3120/1942, la prima assegnazione doveva essere di IIIa classe. Fino a tre assegnazioni successive (alla stessa persona) doveva trattarsi della stessa classe ma la quinta e l'ottava assegnazione dovevano essere rispettivamente di IIa classe e di Ia classe.
Ve ne sono varianti diverse poiché furo utilizzati diversi fornitori, alcuni in Grecia e altri nel Regno Unito, con varianti minori nello stile della corona e della croce, così come nel disegno del rovescio.
| Medaglie               | Medaglie              | Medaglie             |
| ---------------------- | --------------------- | -------------------- |
|                        |                       |                      |
| Nastri                 |                       |                      |
| Medaglia di III classe | Medaglia di II classe | Medaglia di I classe |

## Versione del 1974 e del 2003
Nel 1974, durante gli ultimi mesi della dittatura dei colonnelli e la conseguente abolizione della monarchia nel giugno 1973, la giunta militare promulgò la Legge 376/74 sulle medaglie military, che rivide I regolamenti ancora in uso al momento. La legge specificava che la Croce di Guerra dovesse essere di tre classi, in cui la Ia classe era riservata agli ufficiali superiori ed alle bandiere di reggimento, la IIa agli ufficiali di grado intermedio e la IIIa agli ufficiali giovani ed a tutti gli altri.
Con la caduta della giunta militare e il ripristino della democrazia, avvenute pochi mesi dopo, la medaglia non venne ufficialmente ridisegnata. Nel 1985 ne venne posta in uso una versione provvisoria. Essa ripetaeva fondamentalmente la versione del 1940, ma senza il monogramma region, chef u rimpiazzato da una ghirlanda di quercia, e la corona, che venne rimpiazzata dallo stemma della Grecia per tutte e tre le classi. Il rovescio portava la dicitura ΕΛΛΗΝΙΚΗ ΔΗΜΟΚΡΑΤΙΑ (Repubblica ellenica). Quattro medaglie di prima classe vennero emesse per le bandiere di guerra delle unità partecipanti alle missioni di  peacekeeping delle Nazioni Unite.
Il disegno fu ufficializzato con decreto presidenziale 159 del 17 marzo March 2003. Esso mantiene i disegni di base delle versioni del 1940 e del 1985 ma lo stemma nazionale è stato portato al centro della croce in bronzo, argento e oro, rispettivamente per le classi IIIa, IIa e Ia.
| Medaglie versione 1974 | Medaglie versione 1974 | Medaglie versione 1974 |
| ---------------------- | ---------------------- | ---------------------- |
|                        |                        |                        |
| Medaglie versione 2003 |                        |                        |
|                        |                        |                        |
| Nastri                 |                        |                        |
| Medaglia di II classe  | Medaglia di II classe  | Medaglia di III classe |